# Sandtjärnen (Säbrå socken, Ångermanland, 695819-160636)
Sandtjärnen är en sjö i Härnösands kommun i Ångermanland och ingår i Ångermanälven-Gådeåns kustområde. Sjön har en area på 0,188 kvadratkilometer och ligger 87 meter över havet.

## Delavrinningsområde
Sandtjärnen ingår i det delavrinningsområde (695839-160642) som SMHI kallar för Inloppet i Finsviken. Medelhöjden är 118 meter över havet och ytan är 23,76 kvadratkilometer. Det finns inga avrinningsområden uppströms utan avrinningsområdet är högsta punkten. Avrinningsområdets utflöde Överdalsån mynnar i havet. Avrinningsområdet består mestadels av skog (76 procent). Avrinningsområdet har 0,98 kvadratkilometer vattenytor vilket ger det en sjöprocent på 4,1 procent.